# استوک‌فیش
استوک‌فیش (انگلیسی: Stockfish) یک موتور شطرنج نرم‌افزار آزاد و متن باز است که برای سکوهای مختلف رومیزی و موبایل موجود است. توسط اعضای جامعه توسعه دهندگان منبع باز توسعه می‌یابد.
استوک‌فیش به‌طور مداوم در رتبه اول یا نزدیک به صدر فهرست برترین‌ها قرار دارد و قوی‌ترین موتور شطرنج‌بازی در دنیا است. این نرم‌افزار در فصل ششم (۲۰۱۴)، فصل ۹ (۲۰۱۸)، فصل ۱۱ (۲۰۱۸) و فصل ۱۲ (۲۰۱۸) مسابقات جهانی شطرنج برنده غیررسمی شده‌است. این نرم‌افزار در فصل پنجم (۲۰۱۳)، فصل هفتم (۲۰۱۴) و فصل ۸ (۲۰۱۵) دوم شد. استوک‌فیش از موتور متن باز گلورونگ مشتق شده‌است.
موتور استاکفیش توسط تورد رومستاد، مارکو کوستالبا و جونا کییسکی توسعه داده شد و از Glaurung، یک موتور متن‌باز توسط تورد رومستاد که در سال 2004 منتشر شد، مشتق شده است. اکنون توسط انجمن استاکفیش توسعه و نگهداری می‌شود.
استاکفیش در گذشته فقط از یک تابع ارزیابی دستی کلاسیک برای ارزیابی وضعیت‌های صفحه استفاده می‌کرد، اما با معرفی شبکه عصبی با قابلیت به‌روزرسانی کارآمد (NNUE) در آگوست 2020، یک سیستم ارزیابی ترکیبی را اتخاذ کرد که در درجه اول از شبکه عصبی استفاده می‌کرد و گهگاه به ارزیابی دستی متکی بود. در ژوئیه 2023، استاکفیش ارزیابی دستی را حذف کرد و به یک رویکرد کاملاً مبتنی بر شبکه عصبی تغییر یافت.

آلفاگو زیرو توانست در کمتر از یک روز آموزش دیدن، این نرم‌افزار را شکست دهد.

## تاریخچه
جستجوگر سهامی از یک الگوریتم جستجوی درختی مبتنی بر جستجوی آلفا-بتا با چندین روش ابتکاری طراحی‌شده دستی استفاده می‌کند و از نسخه ۱۲ (۲۰۲۰) به بعد از یک شبکه عصبی با قابلیت به‌روزرسانی کارآمد به عنوان تابع ارزیابی خود بهره می‌برد. این برنامه موقعیت‌ها را با استفاده از صفحه‌های بیتی نمایش می‌دهد.
جستجوگر سهامی از چس۹۶۰ پشتیبانی می‌کند، قابلیتی که آن را از گلاورونگ به ارث برده است. پشتیبانی از پایگاه‌های جدولی سیزیگی، که قبلاً در شاخه‌ای نگهداری‌شده توسط رونالد دی من در دسترس بود، در سال ۲۰۱۴ در جستجوگر سهامی ادغام شد. در سال ۲۰۱۸، پشتیبانی از سیزیگی ۷ مهره‌ای اضافه شد، مدت کوتاهی پس از آنکه این پایگاه جدولی در دسترس قرار گرفت. جستجوگر سهامی از تعداد نامحدودی از رشته‌های پردازنده در سیستم‌های چندپردازنده‌ای، با حداکثر اندازه جدول انتقالی ۳۲ ترابایت پشتیبانی می‌کند.
جستجوگر سهامی یک موتور بسیار محبوب در پلتفرم‌های مختلف بوده است. در رایانه‌های رومیزی، این موتور شطرنج پیش‌فرض همراه با برنامه‌های رابط کاربری باشگاه شطرنج اینترنتی، بلیتزین و دشِر است. در تلفن همراه، با برنامه‌های جستجوگر سهامی، اسمال‌فیش و درویدفیش بسته‌بندی شده است. دیگر رابط‌های کاربری گرافیکی (GUI) سازگار با جستجوگر سهامی شامل فریتز، آرنا، جستجوگر سهامی برای مک و پای‌چس هستند. جستجوگر سهامی می‌تواند به وب‌اسمبلی یا جاوااسکریپت کامپایل شود و به آن اجازه می‌دهد در مرورگر اجرا شود. هر دو وب‌سایت Chess.com و Lichess علاوه بر یک برنامه سمت سرور، جستجوگر سهامی را در این قالب ارائه می‌دهند. نسخه‌های منتشر شده و نسخه‌های در حال توسعه به صورت کد منبع ++C و به عنوان نسخه‌های از پیش کامپایل شده برای مایکروسافت ویندوز، macOS، لینوکس ۳۲/۶۴ بیتی و اندروید در دسترس هستند.